# Jake Lloyd
Jacob Matthew Lloyd (Fort Collins, Colorado, 5 de março de 1989) é um ex-ator norte-americano. É mais conhecido por ter interpretado Anakin Skywalker no filme Star Wars Episódio I: A Ameaça Fantasma, de George Lucas.
Antes de A Ameaça Fantasma, havia trabalhado no filme Jingle All the Way, em que interpretou o filho do personagem de Arnold Schwarzenegger. Atuou também em filmes pouco conhecidos como Unhook the Stars e Madison.
Desde meados de 2003 não trabalha mais como ator. Segundo ele, o principal motivo da sua desistência da carreira de ator foi o bullying que sofria na escola devido à sua participação em Star Wars.
O ex-ator foi detido na Carolina do Sul (EUA) no dia 21 de Junho de 2015, após uma perseguição policial, que de acordo com o site TMZ, dirigia perigosamente pelas ruas da cidade de Charleston quando foi avistado por viaturas da polícia. Após se recusar a parar o carro, a perseguição se estendeu para um município vizinho e só acabou quando o ator bateu seu automóvel contra uma árvore.
Lloyd foi detido por direção perigosa, recusa a estacionar o veículo, resistência à prisão e condução sem carteira de motorista. Após ser preso, foi diagnosticado com esquizofrenia.

## Filmografia
| Filmes    | Filmes                                    | Filmes                                    | Filmes                      |
| Ano       | Título Original                           | Título (Brasil)                           | Papel                       |
| --------- | ----------------------------------------- | ----------------------------------------- | --------------------------- |
| 1996      | De Bem Com a Vida                         | De Bem Com a Vida                         | Jake 'J.J.' Warren          |
| 1996      | Um Herói de Brinquedo                     | Um Herói de Brinquedo                     | Jamie Langston              |
| 1996      | Apollo 11                                 | Apollo 11                                 | Mark Armstrong (para TV)    |
| 1998      | Host                                      | Host                                      | Jack (para TV)              |
| 1999      | Star Wars Episódio I: A Ameaça Fantasma   | Star Wars Episódio I: A Ameaça Fantasma   | Anakin Skywalker (VG - voz) |
| 1999      | Star Wars: Episode I - Racer              | Star Wars: Episode I - Racer              | Anakin Skywalker (VG - voz) |
| 1999      | Star Wars Episódio I: A Ameaça Fantasma   | Star Wars Episódio I: A Ameaça Fantasma   | Anakin Skywalker            |
| 2000      | Star Wars: Episode I - Jedi Power Battles | Star Wars: Episode I - Jedi Power Battles | Anakin Skywalker (VG - voz) |
| 2001      | Star Wars: Galactic Battlegrounds         | Star Wars: Galactic Battlegrounds         | Anakin Skywalker (VG - voz) |
| 2001      | Madison                                   | Madison                                   | Mike McCormick              |
| 2001      | Star Wars: Super Bombad Racing            | Star Wars: Super Bombad Racing            | Anakin Skywalker (VG - voz) |
| 2002      | Star Wars: Super Bombad Racing            | Star Wars: Super Bombad Racing            | Anakin Skywalker (VG - voz) |
| Séries    |                                           |                                           |                             |
| Ano       | Título                                    | Papel                                     | Episódios                   |
| 1996      | ER                                        | Jimmy Sweet                               | 4 episódios                 |
| 1996-1999 | The Pretender                             | Angelo (jovem) / Timmy                    | 5 episódios                 |

## Prêmios e Indicações
| Prêmios | Prêmios   | Prêmios                          | Prêmios                                | Prêmios                                 |
| Ano     | Resultado | Premiação                        | Categoria                              | Título                                  |
| ------- | --------- | -------------------------------- | -------------------------------------- | --------------------------------------- |
| 1997    | Indicado  | Young Artist Awards              | Melhor Ator Mirim                      | Unhook the Stars                        |
| 1999    | Indicado  | YoungStar Awards                 | Melhor Ator Jovem                      | Star Wars Episódio I: A Ameaça Fantasma |
| 2000    | Venceu    | Young Artist Awards              | Melhor Ator Mirim                      | Star Wars Episódio I: A Ameaça Fantasma |
| 2000    | Indicado  | Razzie Awards                    | Pior Ator (coadjuvante/secundário)     | Star Wars Episódio I: A Ameaça Fantasma |
| 2000    | Indicado  | Razzie Awards                    | Pior Dupla (com Natalie Portman)       | Star Wars Episódio I: A Ameaça Fantasma |
| 2000    | Indicado  | Blockbuster Entertainment Awards | Ator (coadjuvante/secundário) Favorito | Star Wars Episódio I: A Ameaça Fantasma |
| 2000    | Indicado  | Saturn Awards                    | Melhor Ator Jovem                      | Star Wars Episódio I: A Ameaça Fantasma |